# Przysieka (powiat gnieźnieński)
Przysieka – wieś w Polsce, położona w województwie wielkopolskim, w powiecie gnieźnieńskim, w gminie Mieleszyn.
W latach 1975–1998 miejscowość należała administracyjnie do województwa poznańskiego.
We wsi znajduje się pałac z 2 poł. XVIII w. dzięki czemu miejscowość znajduje się na szlaku pałaców i dworów Powiatu Gnieźnieńskiego.
Zobacz też: Przysieka, Przysieka Polska